# 12750 Berthollet
12750 Berthollet este un asteroid din centura principală de asteroizi.

## Descriere
12750 Berthollet este un asteroid din centura principală de asteroizi. A fost descoperit pe 18 februarie 1993 la Observatoire de Haute-Provence de Eric Walter Elst. Asteroidul prezintă o orbită caracterizată de o semiaxă mare de 2,58 ua, o excentricitate de 0,05 și o înclinație de 14,4° în raport cu ecliptica.